# St. Johannes Baptist (Leichlingen)

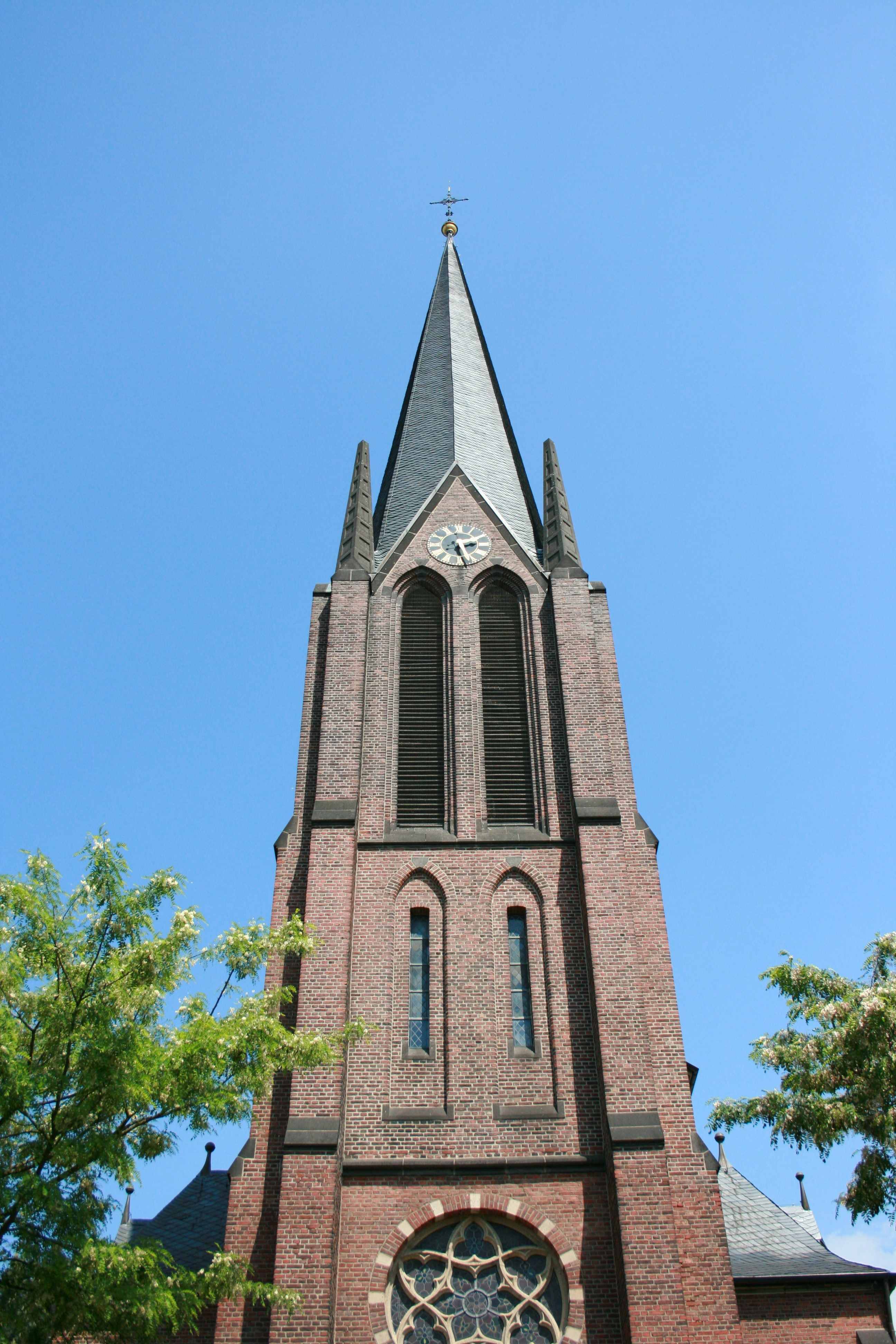
St. Johannes Baptist Leichlingen, Turm

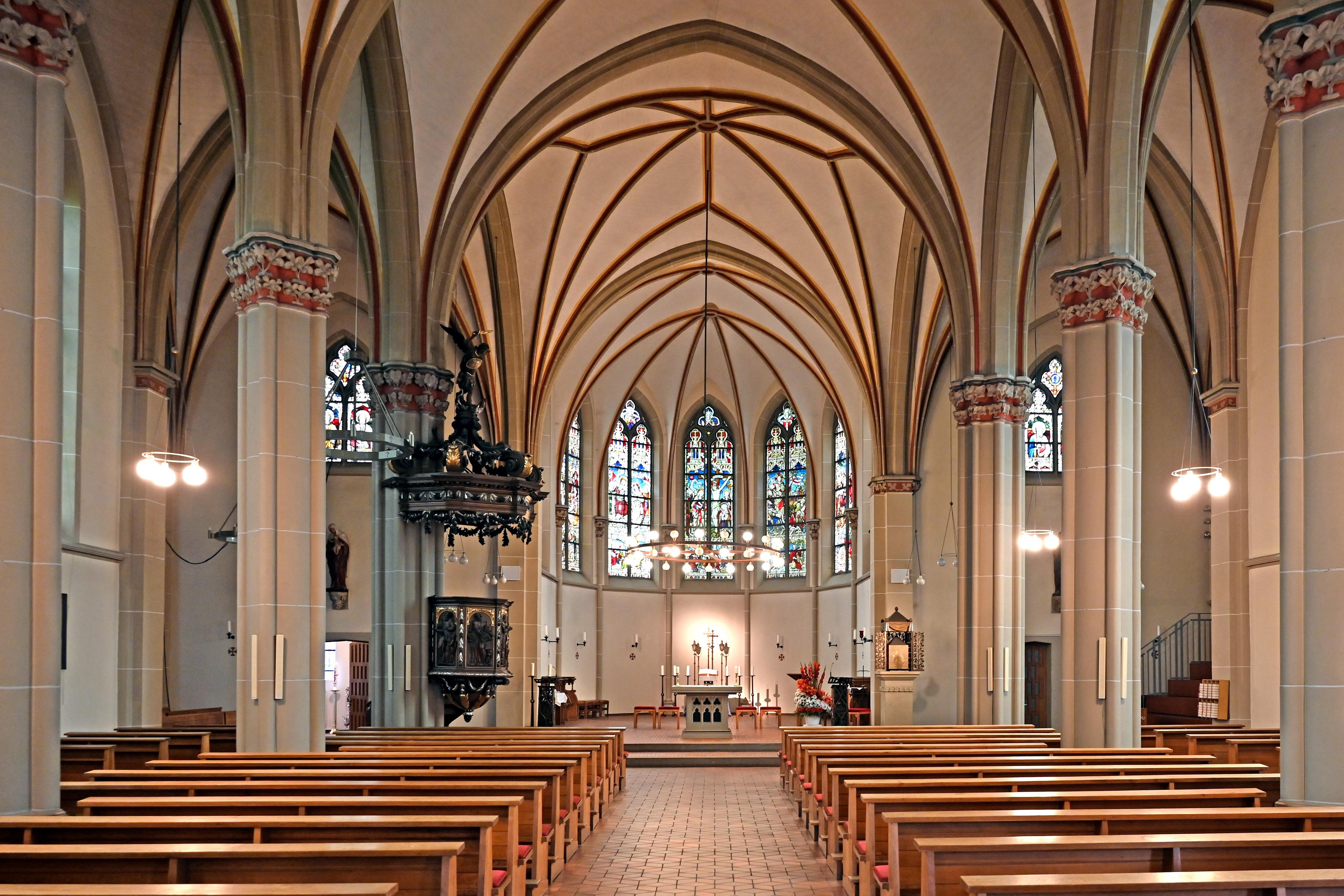
Innenraum nach Osten

Die Kirche St. Johannes Baptist ist ein katholisches Gotteshaus in Leichlingen. Sie ist Pfarrkirche der Gemeinde St. Johannes Baptist und St. Heinrich im Kreisdekanat Rheinisch-Bergischer Kreis der Erzdiözese Köln.

## Geschichte
Im seit der Reformation protestantischen Leichlingen wurde, nach provisorischen Anfängen, 1811 wieder eine reguläre katholische Pfarrei errichtet. Auf dem Johannisberg entstand die erste Kirche, ein kleiner Bruchstein-Saalbau. Als diese gegen Ende des Jahrhunderts nicht mehr ausreichte, begannen die Planungen für den Neubau an zentralerer Stelle. Mit dem Entwurf wurde der Kölner Architekt Theodor Kremer beauftragt. Die Grundsteinlegung fand am 17. Mai 1903 statt. Die Kirchweihe wurde am 1. August 1904 vom Kölner Weihbischof Joseph Müller vorgenommen. In der alten Kirche am Johannisberg werden, nach Profanierung und verschiedenen Nutzungen, heute wieder Gottesdienste gefeiert.

## Architektur und Ausstattung
St. Johannes Baptist ist eine neugotische dreischiffige Hallenkirche mit Querhaus, polygonalem Chor und hohem Turm. Sie ist aus Backstein errichtet und im Inneren in gedecktem Weiß mit farbigen Hervorhebungen der Architekturgliederung gefasst.
Von der neugotischen Erstausstattung sind die figurenreichen Buntglasfenster erhalten. Altar, Ambo und Tabernakel wurden in der zweiten Hälfte des 20. Jahrhunderts nach den Vorgaben der Liturgiereform angefertigt. Barock ist die Kanzel, die aus dem aufgehobenen Kreuzherren-Kloster in Düsseldorf stammt. Das Vortragekreuz, welches in der Apsis steht, stammt aus dem 13. Jahrhundert. Es befand sich zunächst in der vorreformatorischen katholischen Kirche, welche im Zuge der Reformation protestantisch wurde und an der Stelle der heutigen evangelischen Kirche stand. Im Jahre 1811 gab die evangelische Gemeinde das Kreuz zur Einweihung der Kirche am Johannisberg der katholischen Gemeinde wieder zurück.
Orgel

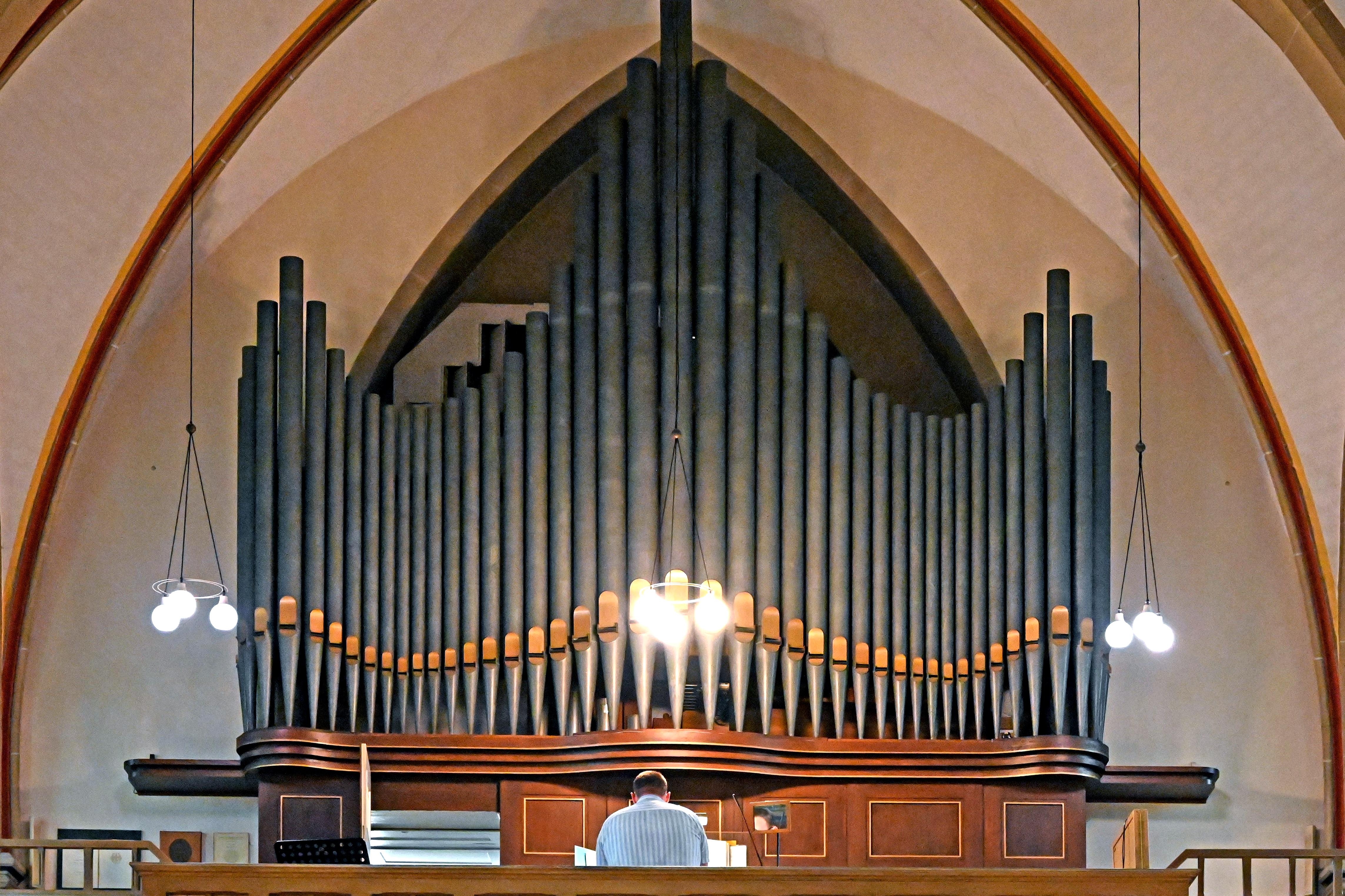
Orgelprospekt

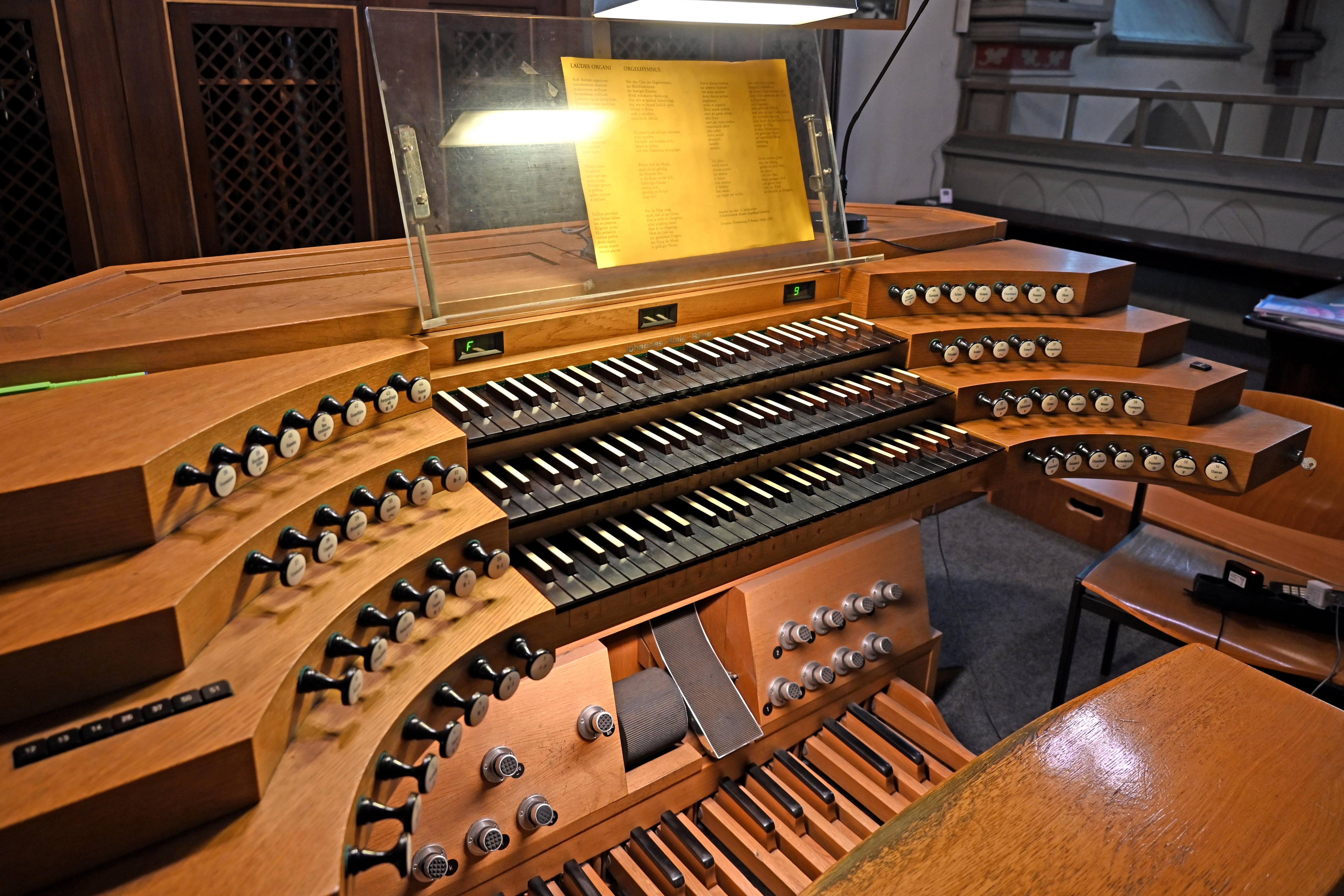
Spieltisch

Die Orgel wurde 1927/28 als op. 701 von der Fa. Johannes Klais Orgelbau in Bonn gebaut und am 12. August 1928 geweiht. Der Orgelprospekt wurde von Architekt Bernhard Rotterdam aus Bensberg entworfen. Es handelt sich um einen Freipfeifenprospekt. Nach Umbauten in den 1950er Jahren sowie 1968 wurde das Instrument 1991 durch die Erbauerfirma in Annäherung an die originale Disposition von Grund auf restauriert und mit einem Positivwerk und einem neuen Spieltisch versehen (op. 1710). Die Orgel hat 37 Register zzgl. einer Transmission auf drei Manualen und Pedal mit folgender Disposition:
| I Hauptwerk C–g3 |               |     |
| 1.               | Bordun        | 16′ |
| 2.               | Principal     | 08′ |
| 3.               | Offenflöte    | 08′ |
| 4.               | Salicional    | 08′ |
| 5.               | Octav         | 04′ |
| 6.               | Rohrflöte     | 04′ |
| 7.               | Nachthorn     | 02′ |
| 8.               | Mixtur III–IV |     |
| 9.               | Trompete      | 08′ |

| II Positiv C–g3 |            |        |
| 10.             | Copula     | 8′     |
| 11.             | Principal  | 4′     |
| 12.             | Blockflöte | 4′     |
| 13.             | Quinte     | 2 ⁄3′  |
| 14.             | Octave     | 2′     |
| 15.             | Terz       | 1 3⁄5′ |
| 16.             | Sifflöte   | 1 ⁄3′  |
| 17.             | Scharff IV |        |
| 18.             | Krummhorn  | 8′     |
|                 | Tremulant  |        |

| III Schwellwerk C–g3 |                 |     |
| 19.                  | Geigenprincipal | 08′ |
| 20.                  | Bordunalflöte   | 08′ |
| 21.                  | Gamba           | 08′ |
| 22.                  | Quintade        | 08′ |
| 23.                  | Vox coelestis   | 08′ |
| 24.                  | Querflöte       | 04′ |
| 25.                  | Octave          | 04′ |
| 26.                  | Octavin         | 02′ |
| 27.                  | Fourniture IV–V |     |
| 28.                  | Basson          | 16′ |
| 29.                  | Oboe            | 08′ |
|                      | Tremulant       |     |

| Pedal C–f1 |                    |     |
| 30.        | Contrabaß          | 16′ |
| 31.        | Subbaß             | 16′ |
|            | Zartbaß            | 16′ |
| 32.        | Octavbaß           | 08′ |
|            | Baßflöte (= Nr. 3) | 08′ |
| 33.        | Choralbaß          | 04′ |
| 34.        | Rauschpfeife IV    |     |
| 35.        | Posaune            | 16′ |
| 36.        | Baßtrompete        | 08′ |
| 37.        | Clairon            | 04′ |

- Koppeln:
  - Normalkoppeln: III/I, II/I; III/II; III/P, II/P, I/P
  - Superoktavkoppeln: III/I; III/III, III/III (Äquallage ab); III/P
- Spielhilfen: Setzeranlage, Crescendowalze, Schwelltritt

Glocken
Im Turm hängen vier Bronzeglocken der Glockengießerei Petit & Gebr. Edelbrock (Gescher) aus dem Jahr 1965.
| Nr. | Name       | Durchmesser | Gewicht | Schlagton | Inschrift                                                   |
| --- | ---------- | ----------- | ------- | --------- | ----------------------------------------------------------- |
| 1   | Johannes   | 1622 mm     | 2680 kg | h°+1      | ST. JOHANNES BAPT . + BEREITET DEN WEG DES HERRN !          |
| 2   | Augustinus | 1431 mm     | 1866 kg | cis’+1    | ST. AUGUSTNUS + ZUR WAHRHEIT UND ZUM HEIL RUFE ICH EUCH.    |
| 3   | Heribert   | 1192 mm     | 1089 kg | e’+2      | ST. HERIBERT + LIEBE UND DEMUT LASST WALTEN IM KINDERREICH. |
| 4   | Maria      | 1053 mm     | 0714 kg | fis’+2    | ST. MARIA + WAS ER EUCH SAGT, DAS TUET! ICH BITTE FÜR EUCH. |

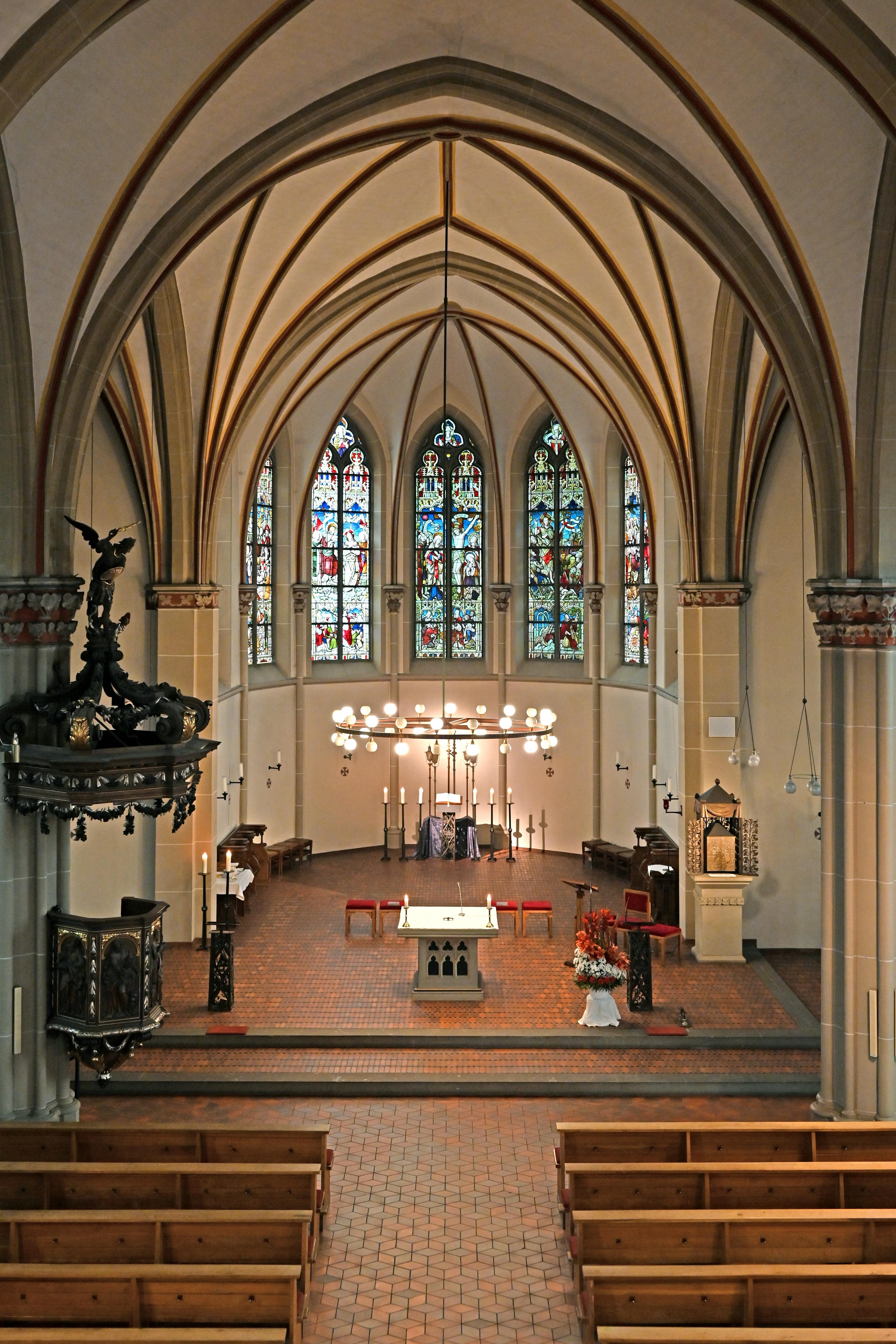
Innenraum
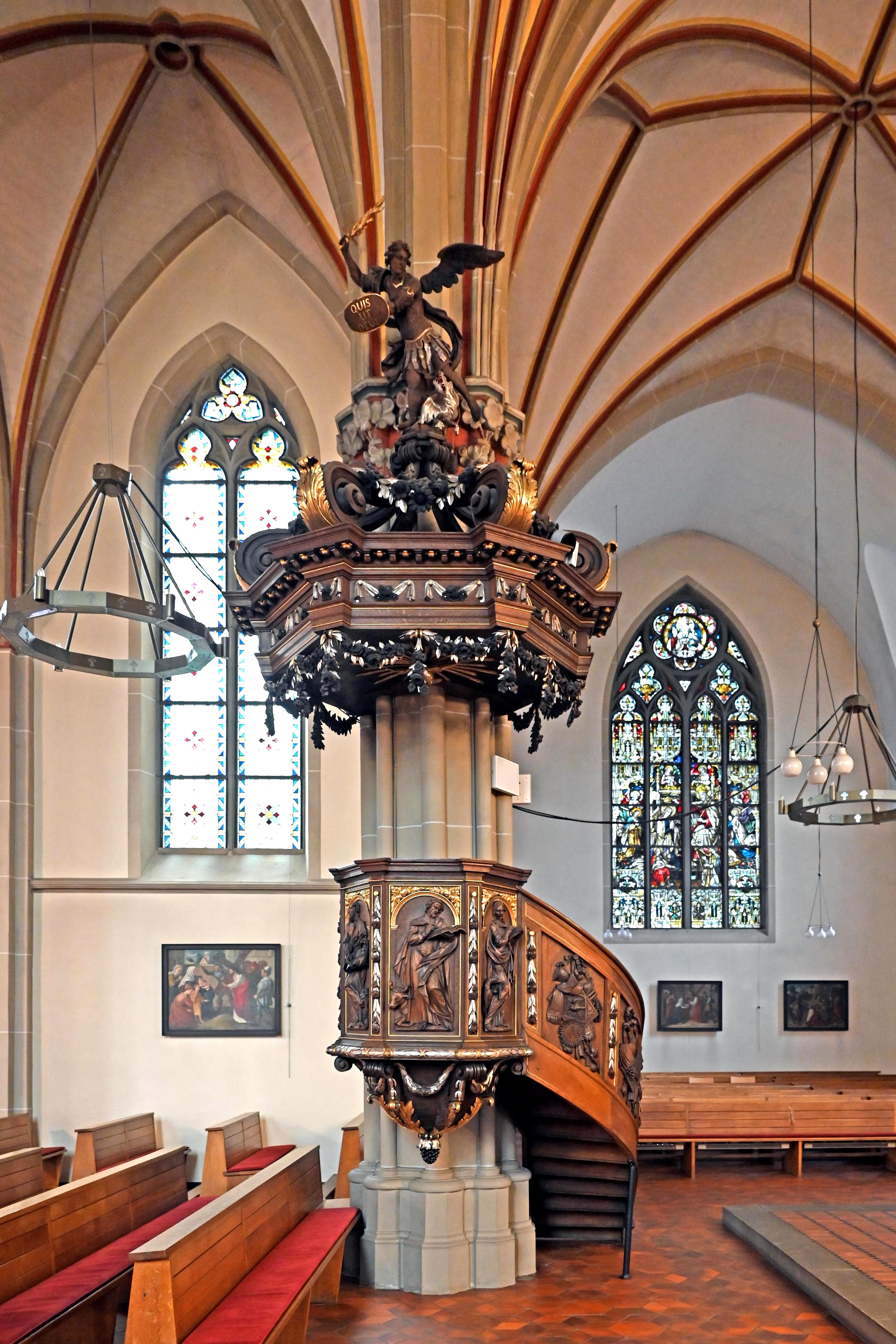
Barocke Kanzel
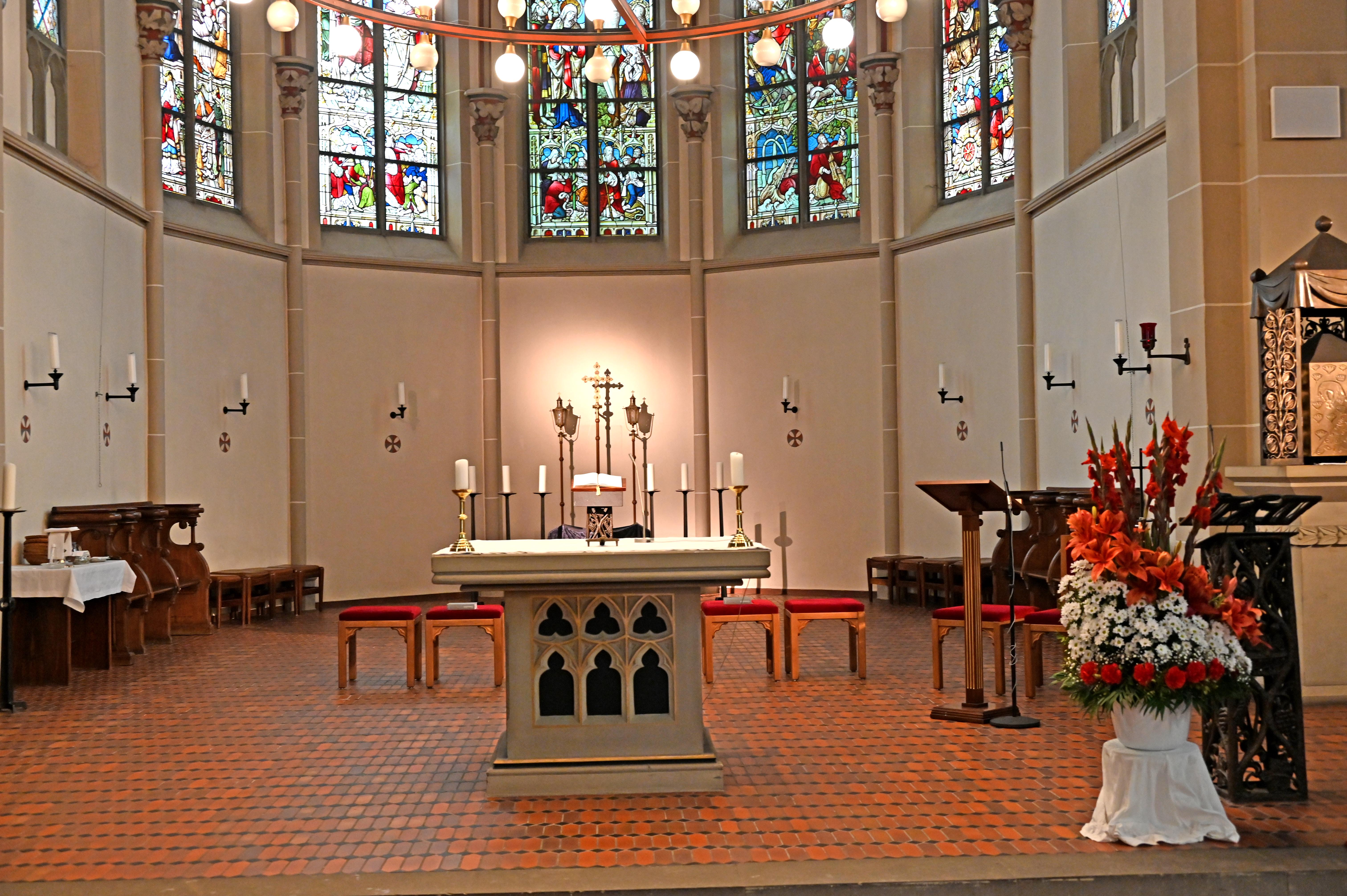
Chorraum
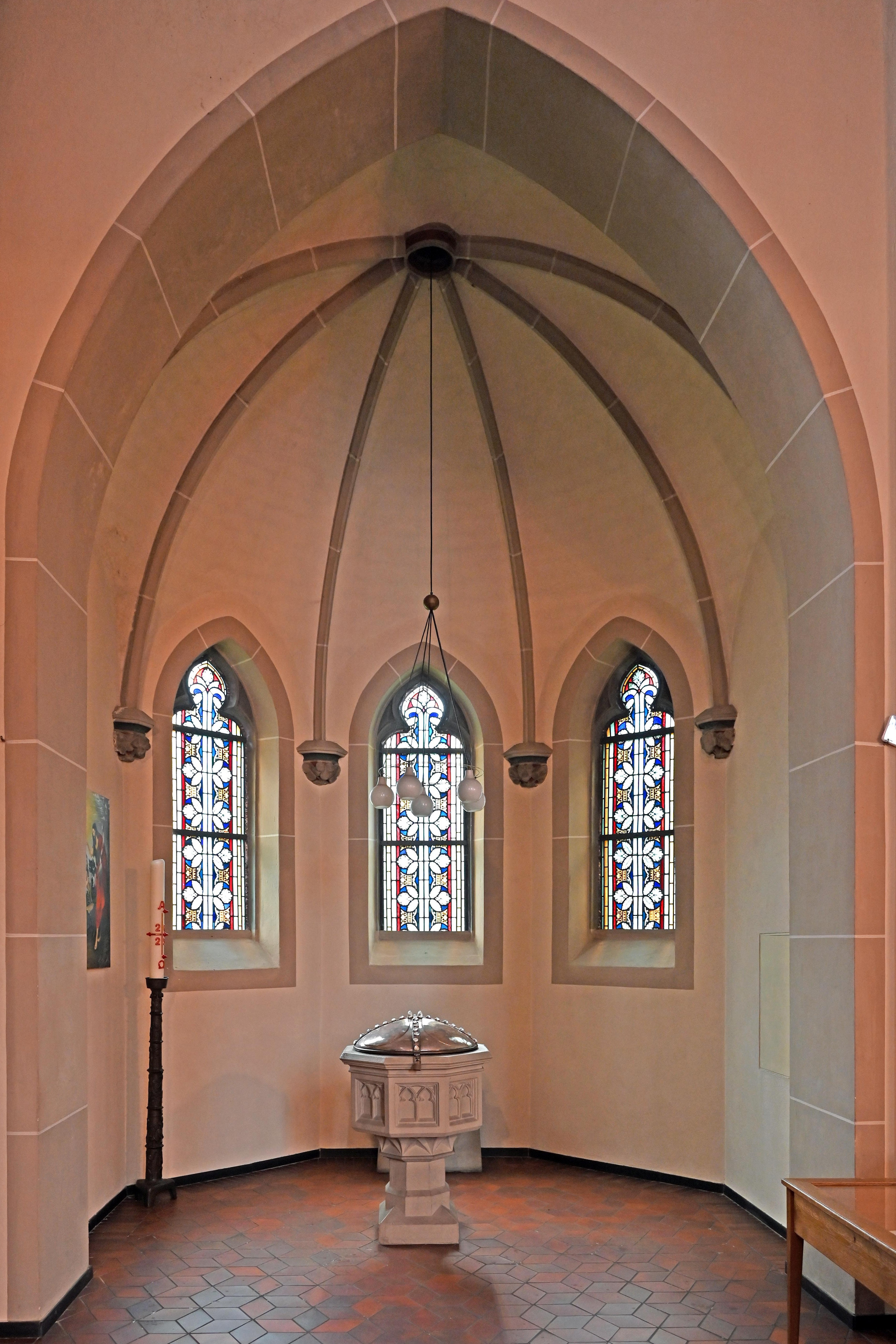
Taufkapelle
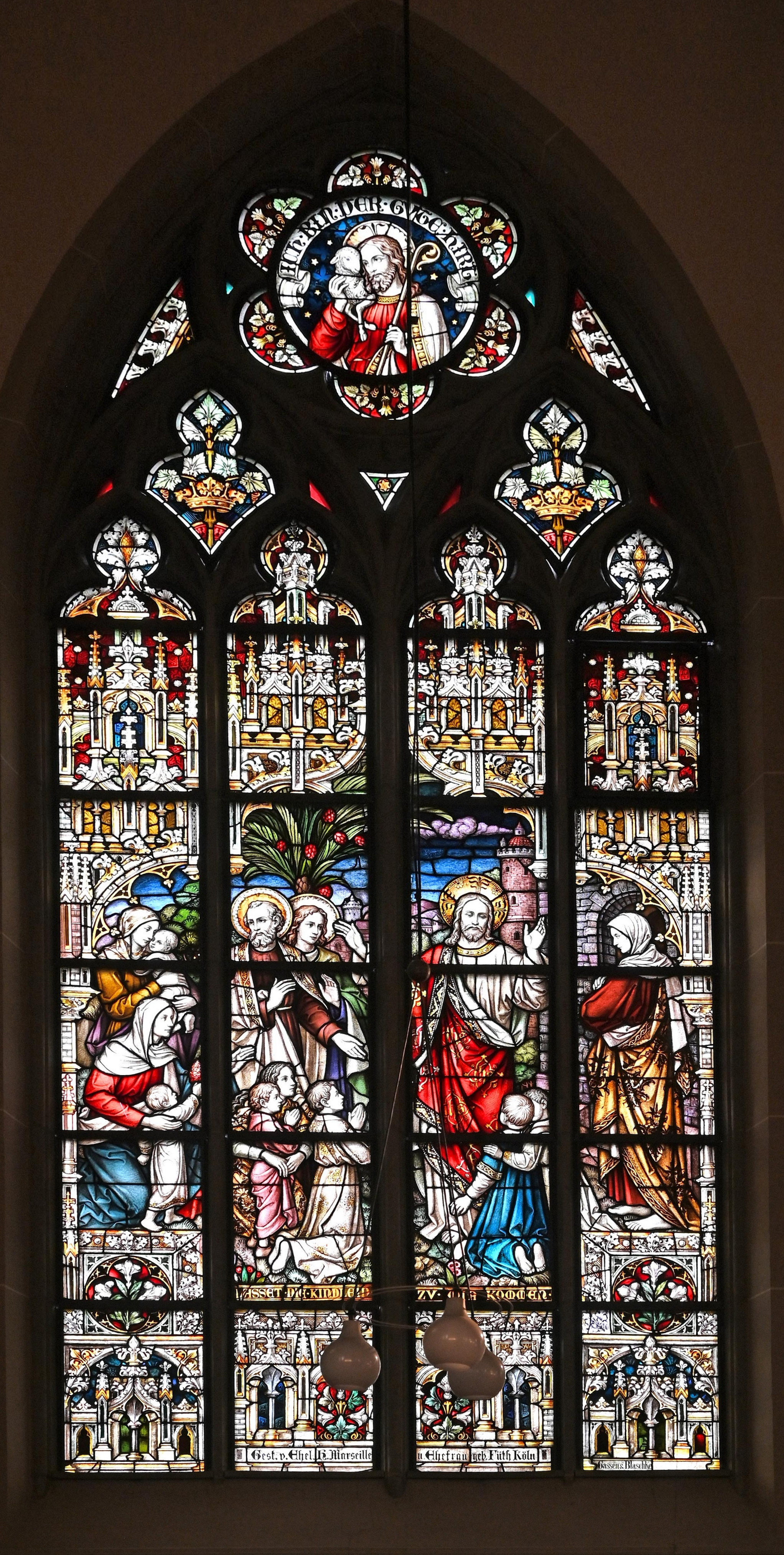
Fenster, 1904